# Monchaux-sur-Écaillon
Monchaux-sur-Écaillon ist eine französische Gemeinde mit 583 Einwohnern (Stand: 1. Januar 2022) im Département Nord in der Region Hauts-de-France. Sie gehört zum Gemeindeverband Valenciennes Métropole, zum Arrondissement Valenciennes und zum Kanton Aulnoy-lez-Valenciennes.

## Geografie
Durch die Gemeinde, die etwa neun Kilometer südsüdwestlich von Valenciennes liegt, fließt der Fluss Écaillon. Umgeben wird Monchaux-sur-Écaillon von den Nachbargemeinden Thiant im Westen und Norden, Maing im Norden und Nordosten, Quérénaing im Osten, Verchain-Maugré im Südosten und Süden sowie Haspres im Südwesten und Westen.

## Bevölkerungsentwicklung
| Jahr                       | 1962 | 1968 | 1975 | 1982 | 1990 | 1999 | 2009 | 2020 |
| Einwohner                  | 540  | 501  | 469  | 551  | 649  | 623  | 550  | 548  |
| Quellen: Cassini und INSEE |      |      |      |      |      |      |      |      |

## Sehenswürdigkeiten

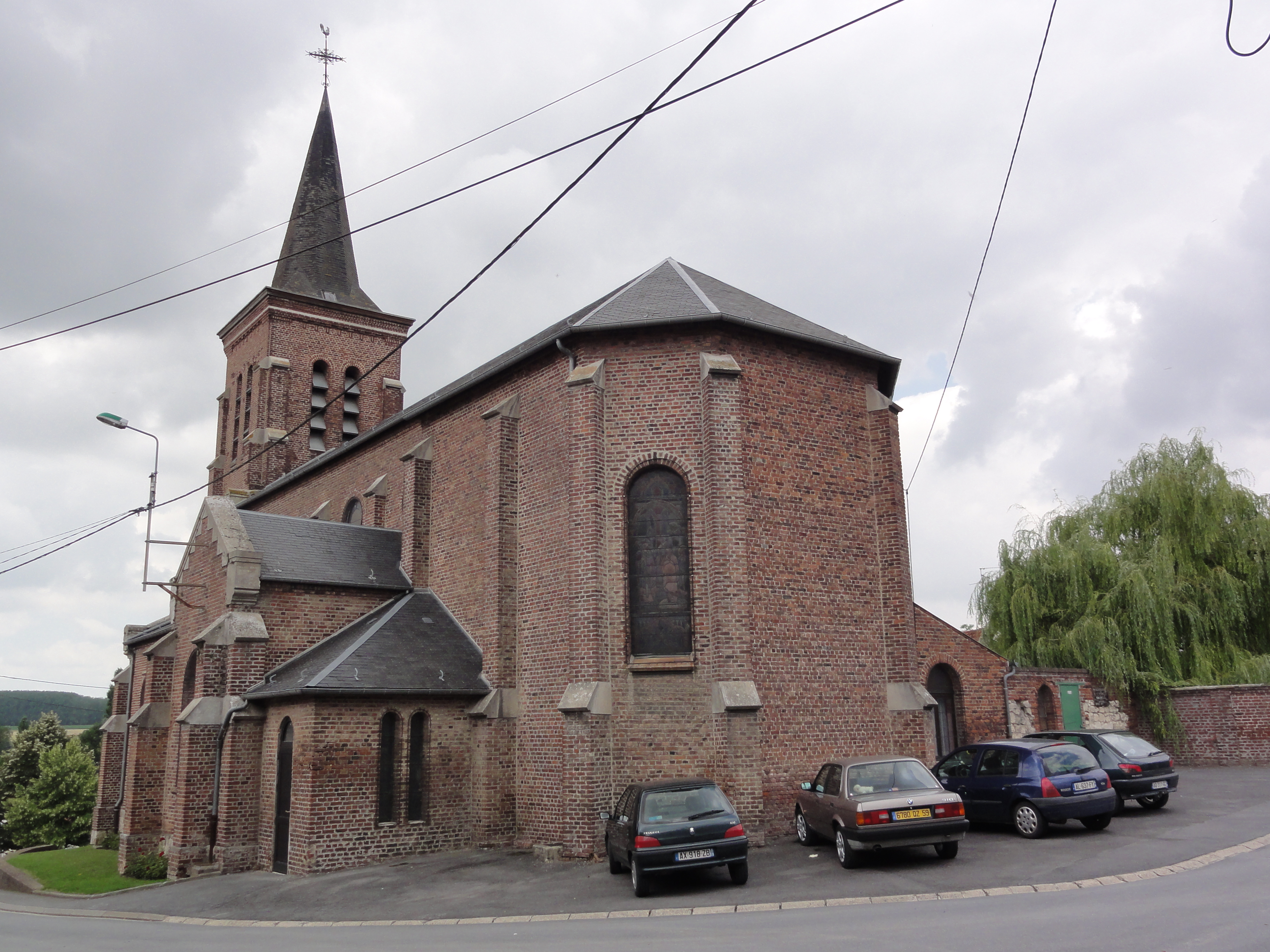
Kirche Saint-Remi
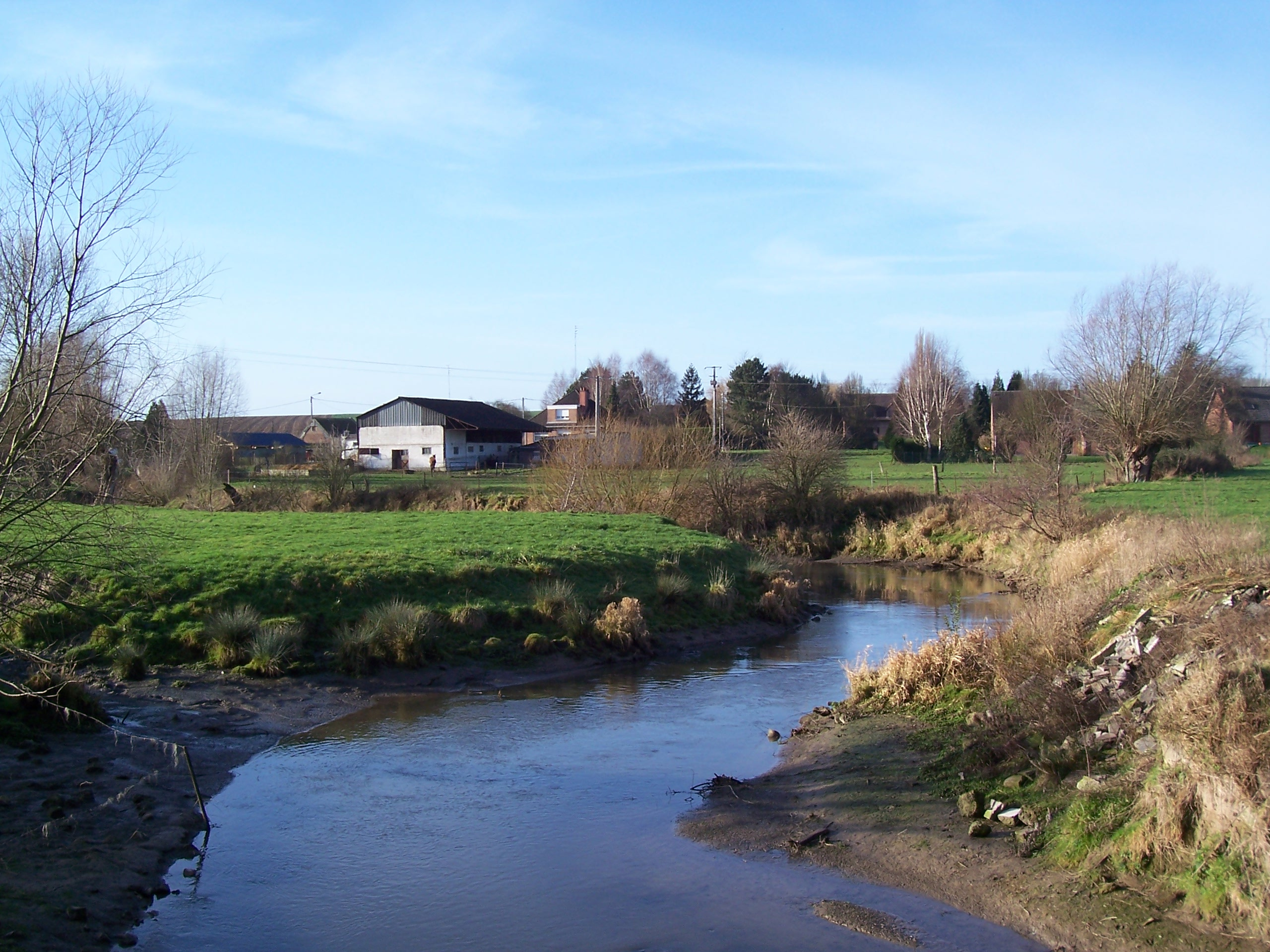
Der Écaillon in Monchaux
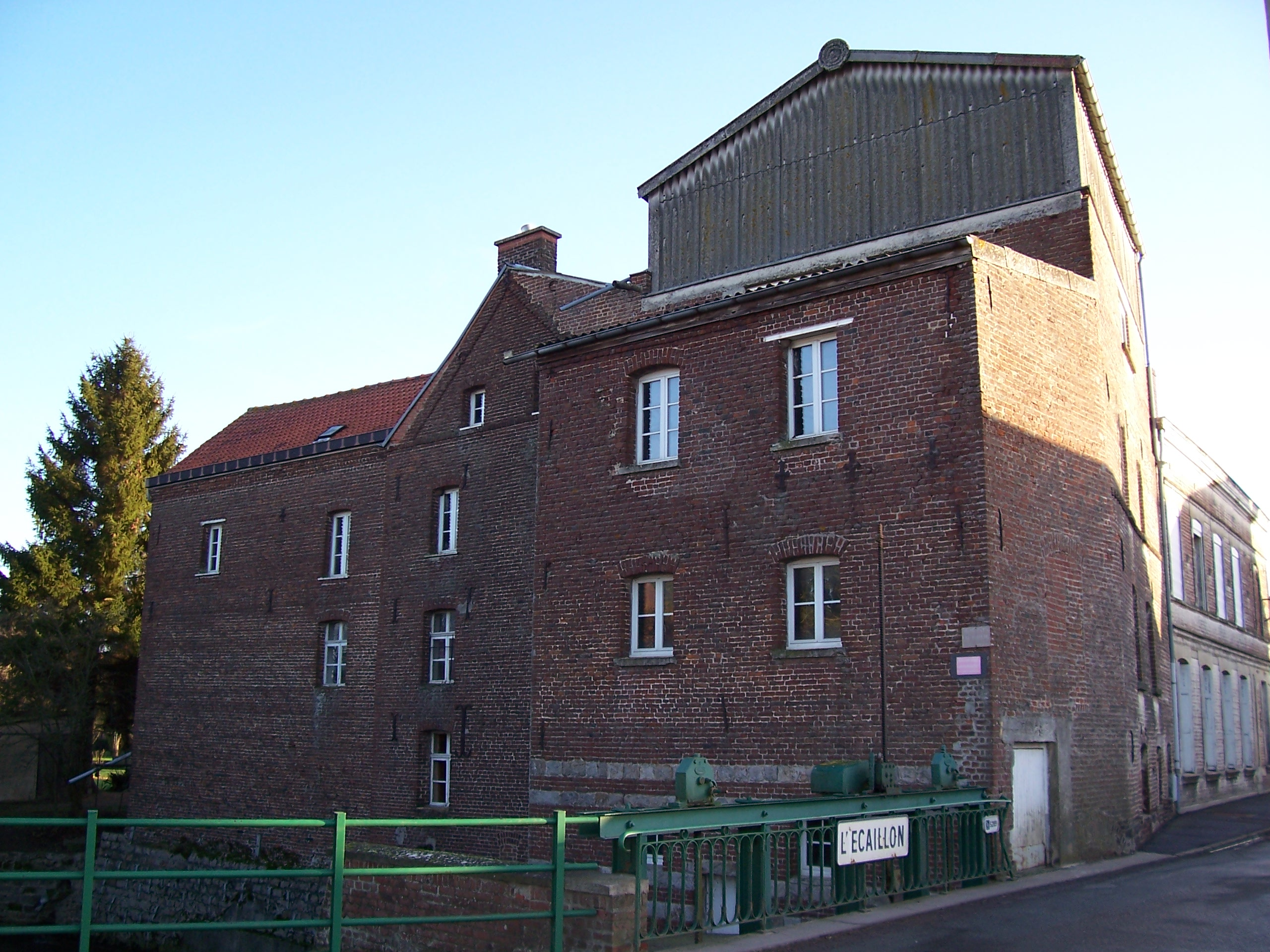
Mühle am Écaillon
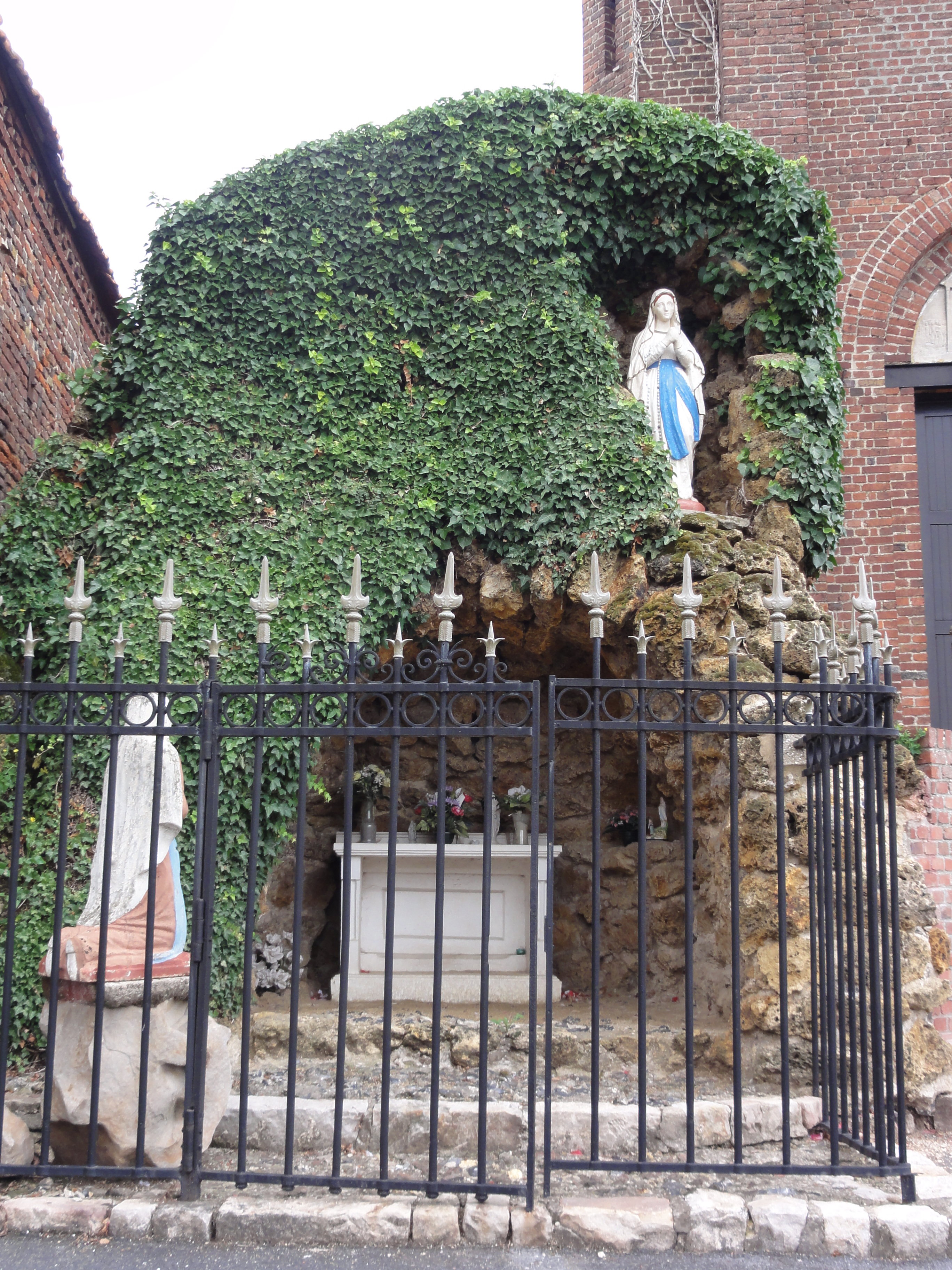
Replik der Lourdesgrotte
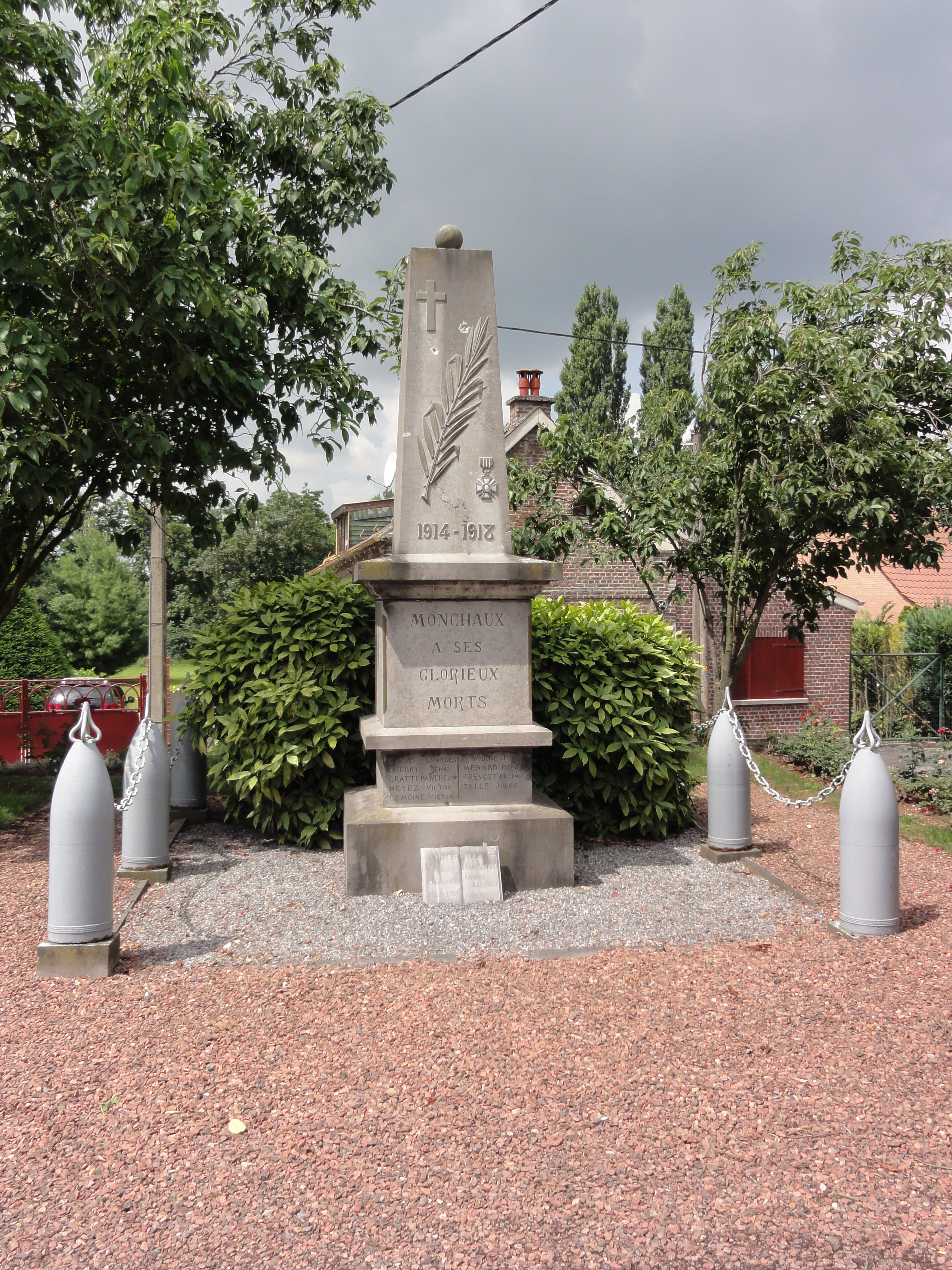
Gefallenendenkmal

- britischer Militärfriedhof

- Kirche Saint-Remi
- Der Écaillon in Monchaux
- Mühle am Écaillon
- Replik der Lourdesgrotte
- Gefallenendenkmal